# Elof Ericson
Elof Augustinus Ericson, född 13 april 1891 i Karlskoga församling, Örebro län, död där 31 maj 1968, var en svensk redaktör och socialdemokratisk kommunalpolitiker.
Ericson var medarbetare i Folkets Dagblad Politiken 1918 och 1923–1924, Örebro läns Folkblad 1919, redaktör för Östgöta-Folket 1919–1921, Väst-Svenska Kuriren i Göteborg 1921, medarbetare i Den Nya Politiken 1924, i Arbetet 1926 och lokalredaktör för Örebro-Kuriren 1927–1942, verkställande direktör för Karlskoga Bostads AB 1942–1952 och dess styrelseordförande från 1952.
Ericson var ledamot av distriktsstyrelsen för Sveriges socialdemokratiska ungdomsförbund (SSU) 1916–1917, styrelseledamot i Karlskoga vänsterkommun 1917–1918, i Karlskoga arbetarekommun 1927–1937, dess sekreterare 1929–1937, sekreterare i Karlskoga bergslags partikrets av Sveriges socialdemokratiska arbetareparti (SAP) 1931–1932 och styrelseledamot i Björkborns fabriksarbetarefackförening 1917–1918. Han innehade även förtroendeuppdrag inom nykterhetsrörelsen.
Ericson var ledamot av Karlskoga kommunalfullmäktige 1931–1939, av kommunalnämnden 1936–1939, av stadsfullmäktige från 1939, ordförande i drätselkammaren från 1939, i lönenämnden 1940–1960, gatunämnden 1940–1955, löneombudsman 1953–1960, ledamot av Svenska stadsförbundets löne- och förhandlingsdelegation och dess arbetsutskott 1951–1960, av Örebro läns landsting från 1938, lasarettsdirektionen i Karlskoga från 1937, ordförande från 1952, och ordförande i landstingets sjukvårdsstyrelse från 1955. Han författade ett flertal skrifter samt medverkade med uppsatser i olika publikationer. Ericson är begravd på Gamla kyrkogården i Karlskoga.